# Bill Hunt (kierowca wyścigowy)
Wilbert „Bill” Hunt (ur. 18 listopada 1894 roku w Madisonville, zm. 26 października 1962 roku w Lubbock) – amerykański kierowca wyścigowy.

## Kariera
W swojej karierze Hunt startował głównie w Stanach Zjednoczonych w mistrzostwach AAA Championship Car oraz towarzyszącym mistrzostwom słynnym wyścigu Indianapolis 500, będącym w latach 1923-1930 jednym z wyścigów Grandes Épreuves. W 1924 roku w wyścigu Indianapolis 500 uplasował się na czternastej pozycji. W mistrzostwach AAA nie był klasyfikowany.